# Дзахмишев, Марат Сергеевич
Мара́т Серге́евич Дза́хмишев (25 января 1980) — российский футболист, полузащитник.
Профессиональную карьеру начал в 2004 году в нальчикском «Спартаке», с которым уже на следующий сезон добился права выступать в Премьер-лиге. В 2005 году был отдан в аренду анапскому клубу «Спартак-УГП». 22 июля 2007 года в матче 17-го тура чемпионата России, выйдя на замену в домашнем матче против «Кубани» на 75-й минуте матча вместо Олега Самсонова, уже через три минуты успел отличиться, став первым кабардинцем, забивший гол в Премьер-лиге. В 2009 году арендовался новороссийским «Черноморцем». Летом 2010 года перебрался в азербайджанский «Туран».

## Достижения
- Победитель зоны «Юг» Второго дивизиона: 2015/16